# Ceriosporopsis caduca
Ceriosporopsis caduca är en svampart som beskrevs av E.B.G. Jones & Zainal 1988. Ceriosporopsis caduca ingår i släktet Ceriosporopsis och familjen Halosphaeriaceae.   Inga underarter finns listade i Catalogue of Life.